# Айдлдейл (Колорадо)
Айдлдейл (англ. Idledale) — переписна місцевість (CDP) в США, в окрузі Джефферсон штату Колорадо. Населення — 244 особи (2020).

## Географія
Айдлдейл розташований за координатами 39°40′8″ пн. ш. 105°14′35″ зх. д. / 39.66889° пн. ш. 105.24306° зх. д. (39.668928, -105.243191).  За даними Бюро перепису населення США в 2010 році переписна місцевість мала площу 0,72 км², уся площа — суходіл.

## Демографія
Згідно з переписом 2010 року, у переписній місцевості мешкали 252 особи в 128 домогосподарствах у складі 69 родин. Густота населення становила 351 особа/км².  Було 145 помешкань (202/км²).
Расовий склад населення:
| - 96,4 % — білих - 0,8 % — корінних американців - 0,4 % — азіатів - 1,6 % — осіб інших рас |

До двох чи більше рас належало 0,8 %. Частка іспаномовних становила 3,2 % від усіх жителів.
За віковим діапазоном населення розподілялося таким чином: 10,3 % — особи молодші 18 років, 79,8 % — особи у віці 18—64 років, 9,9 % — особи у віці 65 років та старші. Медіана віку мешканця становила 48,8 року. На 100 осіб жіночої статі у переписній місцевості припадало 111,8 чоловіків;  на 100 жінок у віці від 18 років та старших — 117,3 чоловіків також старших 18 років.
Середній дохід на одне домашнє господарство  становив 71 598 доларів США (медіана — 72 188), а середній дохід на одну сім'ю — 78 899 доларів (медіана — 90 714). Медіана доходів становила 54 115 доларів для чоловіків та 41 917 доларів для жінок. 
Цивільне працевлаштоване населення становило 153 особи. Основні галузі зайнятості: будівництво — 35,9 %, науковці, спеціалісти, менеджери — 20,3 %, освіта, охорона здоров'я та соціальна допомога — 20,3 %.